# Stephen Scot Oswald
Stephen Scot Oswald (Seattle, Washington, 1951. június 30. –) amerikai űrhajós.

## Életpálya
1973-ban a Haditengerészeti Akadémián (USAF Academy) szerzett repülőmérnöki diplomát. 1974-ben kapott repülőgép vezetői jogosítványt. Szolgálati repülőgépe az A–7 Corsair II volt. 1975-1977 között az USS Midway repülőgép-hordozó fedélzetén teljesített szolgálatot. 1981-ben tesztpilóta kiképzésben részesült. Az A–7, RF–8 és az F/A–18 Hornet repülőgépek változatait tesztelte. Az USS Coral Sea (CV-43) repülőgép-hordozó fedélzetén repülési oktató és katapult tiszt pozícióban szolgált. Leszerelve a légierőtől a Westinghouse Electric Corporation civil tesztpilótája lett. Több mint 7000 órát töltött a levegőben (repülő/űrrepülő), több mint 40 különféle repülőgép változaton repült, illetve tesztelt.
1985. június 4-től a Lyndon B. Johnson Űrközpontban részesült űrhajóskiképzésben. Kiképzett űrhajósként az Űrhajózási Irodánál a hajózószemélyzet képviselője. Három űrszolgálata alatt összesen 33 napot, 22 órát és 30 percet (814 óra) töltött a világűrben. Űrhajós pályafutását 2000 januárjában fejezte be. A NASA Space Shuttle űrrepülések  alelnöke, a Boeing Company programigazgatója.

## Űrrepülések
- STS–42 a Discovery űrrepülőgép 14. repülésén pilótája. A Spacelab mikrogravitációs laboratórium tudományos munkatársa. Második űrszolgálata alatt összesen 8 napot, 1 órát, 14 percet és 44 másodpercet (193 óra) töltött a világűrben. 4 701 140 kilométert (2 921 150 mérföldet) repült, 129 alkalommal kerülte meg a Földet. 55 tudományos kísérletet végeztek a repülés időtartamában.
- STS–56, a Discovery űrrepülőgép 16. repülésének pilótája. A legénység az ATLAS–2 autonóm obszervatórium telepítésével és a SPARTAN–201 laboratórium kihelyezésével/visszanyerésével segítette a kutatómunka eredményességét. Egy űrszolgálata alatt összesen 9 napot, 6 órát és 8 percet (222 óra) töltött a világűrben. 6 202 407 kilométert (3 853 997 mérföldet) repült, 148 kerülte meg a Földet.
- STS–67, a Endeavour űrrepülőgép 8. repülésének parancsnoka. Az ASTRO–2 csillagászati űreszköz kutatási programjának segítése. Második űrszolgálata alatt összesen 16 napot, 15 órát és 8 percet (399 óra) töltött a világűrben. 11 100 000 kilométert (6 900 000 mérföldet) repült, 262 kerülte meg a Földet.